# Солунска българска търговска гимназия
Солунската българска търговска гимназия е българско средно училище, съществувало от 1904 до 1913 година в град Солун, Османската империя.

## История
В края на XIX век в Българската екзархия, институцията, отговорна за българското учебно дело в Османската империя, се усеща необходимостта от реформа на училищата съобразно с местните условия и нуждите на страната, като се придаде по-практическа насока на обучението. Установено е, че много бизнеси - търговски къщи и кантори, както и османски държавни учреждения наемат чужденци, а не възпитаници на Солунската българска мъжка гимназия, тъй като те не са подготвени, и че трябва да се вземат мерки против емиграцията на българската интелигенция от империята към България.

### Търговски отдел при Солунската гимназия
Така в учебната 1899 – 1900 година Екзархията премества класическия отдел на Солунската гимназия в Битоля и открива търговско училище при гимназията. След откриването на този търговски курс, постепенно се появяват и нови, с които да се дават познания в областта на индустрията, занаятите и земеделието. В писмо от 15 май 1901 година до Екзархията се казва:
| „ | Считаме за нужно да споменем тук, че търговският курс, от който се чувстваше голяма нужда, се посрещна на драго сърце от българското население във вилаетите, като се очакват от него добри резултати. | “ |

Търговският отдел среща трудности с липсата на учители с търговско образование и през първата учебна година са назначени икономисти от Княжеството. Директор и на реалния и на търговския отдел в 1899 – 1900 година е Лазар Паяков, дошъл от България, както и Георги Йонков и французинът Алфред Ру, надзирател на пансиона, в който се говори френски.
Учители от реалния отдел, преподавали и в търговския (1899 – 1900)
| Випуск 1911 г.    | Випуск 1911 г. |
| Име               | Предмет        |
| ----------------- | -------------- |
| 1. Иван Гарванов  | математика     |
| 2. Христо Матов   | български език |
| 3. Сотир Велчев   | химия          |
| 4. Йероним Буфети | рисуване       |
| 5. Христо Далчев  | турски език    |
| 3. Никола Ризов   | френски език   |

## Гимназия
Гимназията е основана през 1904 година. нея се изучават общообразователни предмети, както и специални икономически дисциплини като търговско смятане, търговско знание, стокознание, търговско право, икономика и други. Обучението продължава 6 години. До 1909 година се помещава в сградата на Солунската българска мъжка гимназия, след което се сдобива със собствена.
Гимназията е закрита от новите гръцки власти в 1913 година.

## Директори и випускници
| Випуск 1911 г.   | Випуск 1911 г.                                                                 |
| Име              | Бележка                                                                        |
| ---------------- | ------------------------------------------------------------------------------ |
| 1. Христо Владов | по-късно началник на отдел на застрахователно дружество в Ню Йорк              |
| 2. Георги Ризов  | търговец в Солун до 1912-13 г., по-късно директор на търговска фирма в Пловдив |
| 3. Тодор Кондов  | търговец в Солун до 1912-13 г., по-късно директор на търговска фирма в Пловдив |